# Hangover Square
Hangover Square is een Amerikaanse film noir in zwart-wit uit 1945 onder regie van John Brahm. De film is gebaseerd op het gelijknamige boek uit 1941 van Patrick Hamilton.

## Verhaal
De film speelt zich af in het edwardiaanse Londen aan het begin van de 19e eeuw. De vooraanstaande componist George Harvey Bone steekt in Fulham een Schotse winkeleigenaar dood. Hij is duidelijk niet nuchter en keert kort daarna terug naar zijn souterrain in Chelsea, alwaar hij zijn vriendin Barbara Chapman (Faye Marlowe) en dier vader Sir Henry Chapman (Alan Napier) aantreft. George geeft aan Barbara toe dat er "een hele dag ontbreekt" in zijn geheugen. Daarop bezoekt hij Dr. Allan Middleton (George Sanders) die bij Scotland Yard werkt. Bone vertelt Middleton dat wanneer hij gestrest of overwerkt is, hij lijdt aan periodes van geheugenverlies veroorzaakt door dissonante geluiden.
Op 29 augustus ontmoet George een ambitieuze zangeres genaamd Netta Longdon (Linda Darnell) in een volkscafé. Hij raakt op slag verliefd. Netta vindt George saai, maar manipuleert hem niettemin om maandenlang geld, diners, drankjes en allerlei andere gunsten te krijgen. Ondertussen wordt Barbara afgeschrikt door George's interesse in Netta en probeert ook Middleton dichter bij haar te komen. Niet veel later krijgt Bone weer last van geheugenverlies en wurgt Barbara bijna tot de dood.
Bone brengt Netta om het leven. Hij sleept haar lichaam door straten vol feestvierders en legt het op het grootste vreugdevuur. Omdat hij zich de moord niet kan herinneren, kan Bone de politie ervan overtuigen dat hij niets met haar moord te maken heeft; Middleton blijft echter achterdochtig en eist op de avond van zijn concertpremière een verplichte opname in een mentale inrichting. Bone sluit Middleton echter op in zijn flat en voert het concert uit zoals gepland. Middletons gebons wordt gehoord door een plaatselijke werkman en hij wordt vrijgelaten. Halverwege de concertvoorstelling betreedt hij de muzieksalon met verschillende andere politieagenten en Bone draait door. Hij valt de politie aan, waarbij een gaslamp wordt omgestoten en de kamer in brand wordt gestoken. Bone gaat verder met zijn pianoconcert, zich niet bewust van de brand om hem heen en negeert Barbara's smeekbeden om te ontsnappen. Middleton en Barbara kijken van buitenaf toe hoe Bone levend verbrandt.

## Rolverdeling
| Acteur          | Personage           | Nota      |
| --------------- | ------------------- | --------- |
| Laird Cregar    | George Harvey Bone  |           |
| Linda Darnell   | Netta Longdon       |           |
| George Sanders  | Dr. Allan Middleton |           |
| Glenn Langan    | Eddie Carstairs     |           |
| Faye Marlowe    | Barbara Chapman     |           |
| Alan Napier     | Sir Henry Chapman   |           |
| Ted Billings    | Pub Patron          | ongenoemd |
| Charles Coleman | Man at Bonfire      | ongenoemd |
| Francis Ford    | Ogilby              | ongenoemd |
| Eric Wilton     | Ober                | ongenoemd |

## Productie
Voor Laird Cregar betekende deze film zijn geanticipeerde doorbraak als romantische hoofdrolspeler. Speciaal daarom ging de acteur - die destijds kampte met overgewicht - op een crashdieet. Hij ontwikkelde daarbij een verslaving aan amfetamines en overleed kort na de opnamen. Deze film werd postuum uitgebracht.

## Ontvangst
Destijds kreeg de film negatieve reacties van de Nederlandse pers. Recensent van De Volkskrant omschreef de film als "psycho-analytische sensatie, verpakt in een kitscherig verhaaltje, met een behoorlijk filmisch etiket". Criticus van De Tijd noemde het "een drakerig gegeven van grote onwaarschijnlijkheid, filmmuziek van overdreven nadrukkelijkheid, schrijnend van dissonanten die blijkbaar sfeer teweeg moeten brengen".